# پرجوس ناکولما
پرجوس ناکولما (انگلیسی: Préjuce Nakoulma؛ زادهٔ ۲۱ آوریل ۱۹۸۷) بازیکن فوتبال اهل بورکینافاسو است.
از باشگاه‌هایی که در آن بازی کرده‌است می‌توان به باشگاه فوتبال قیصریه‌اسپور، باشگاه فوتبال مرسین، باشگاه فوتبال چای‌کار ریزه‌اسپور، باشگاه فوتبال نانت، باشگاه فوتبال گورنیک زابژه، و باشگاه فوتبال ویدزف ووچ اشاره کرد.
وی همچنین در تیم ملی فوتبال بورکینافاسو بازی کرده‌است.